# Bernardino de Conti
Bernardino de Conti, né vers 1465 à Castelseprio et mort vers 1523 à Pavie, est un peintre italien de la Renaissance, proche du cercle de Léonard de Vinci.

## Biographie
Bernardino est le fils de « maître Baldassarre ». Sa vie peut être reconstituée à partir de 1494 jusqu'en 1508, puis de 1522 à sa disparition des chroniques. Ses dates de naissance et de décès exactes restent inconnues.
Probablement né à Castelseprio, dans la province de Varèse, il s'installe à Milan à partir de 1494 : en février de cette année-là, il reçoit paiement libellé au nom de Magister Bernardin de Comittibus de Castroseprio, filius magistri Baldessaris, port de Cumane, Parochie S. Protaxi intus, pintor mediolanensis, pour un retable représentant la Vierge à l'Enfant, destiné à l'église San Pietro in Gessate à Milan. Suivent une série de premiers portraits de personnalités exécutés jusqu'en 1506, tels celui de Francesco Sforza (Pinacothèque vaticane), de Sisto della Rovere (Gemäldegalerie, Berlin) ou de Charles d'Amboise (musée Jacquemart-André), parfois signés de façon différente : « Bernardinus de Cornite de Mediolani », « Bernardino Corio », ou encore « Bernardinus de Comitibus de Castro Sepii » (Portrait de gentilhomme, Philadelphia Museum of Art).
Un vide biographique (1508-1522) suggère que l'artiste s'éloigne de la Lombardie : on le suppose en France ; on connaît ses liens avec la maison d'Amboise. En 1522, il exécute une Madone, longtemps exposée à Potsdam, mais détruite en 1945. Après cette date, la documentation sur Bernardino reste incertaine.

## Analyse de son œuvre
Ses œuvres sont le plus souvent des tableaux de dévotion. On lui attribue également le portrait de Charles II d'Amboise, seigneur de Chaumont, de Meillant et de Charenton — il existe une autre version de celui-ci réalisée par Andrea Solario.

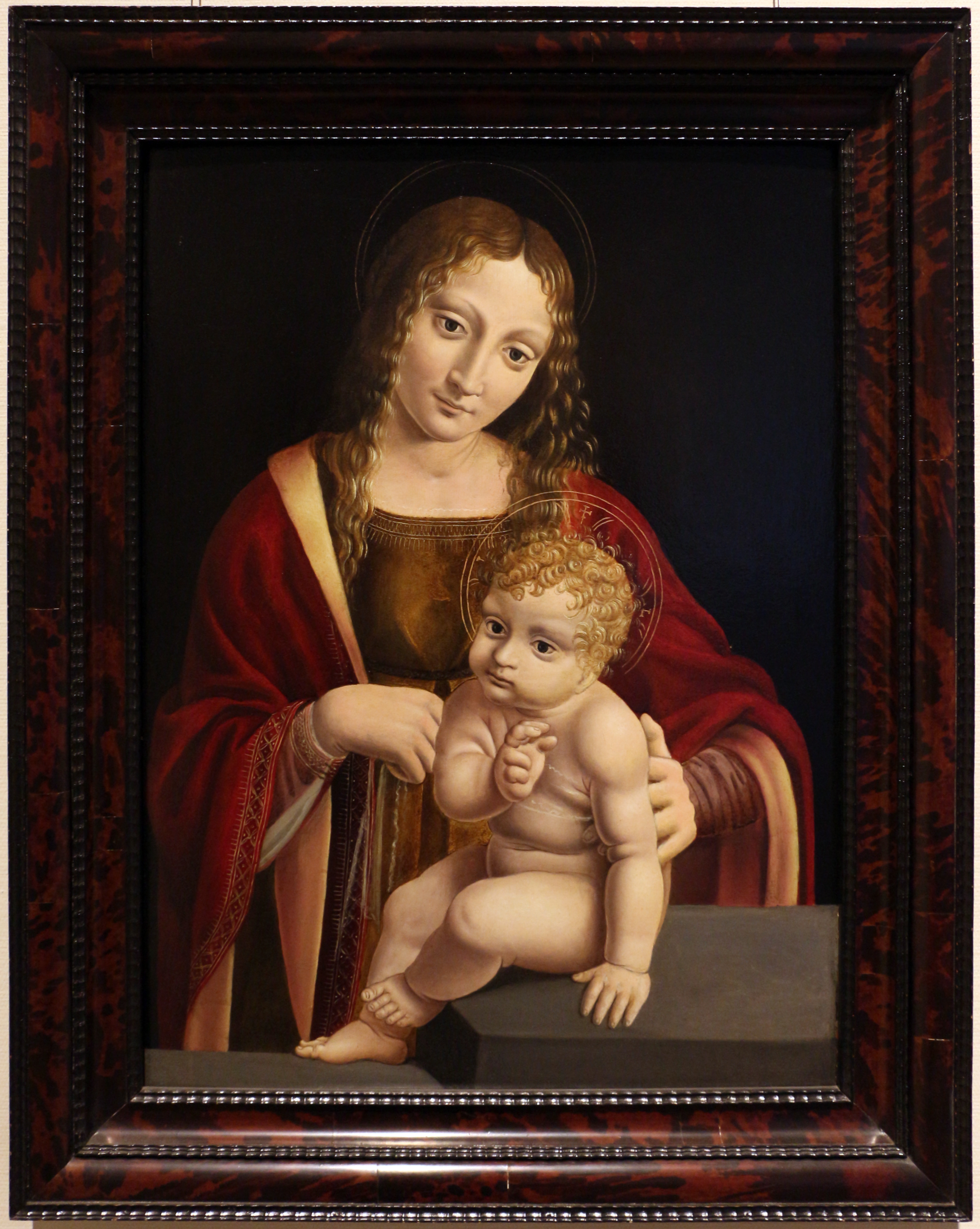
Madone à l'Enfant, vers 1495-1500, Pinacothèque du château des Sforza
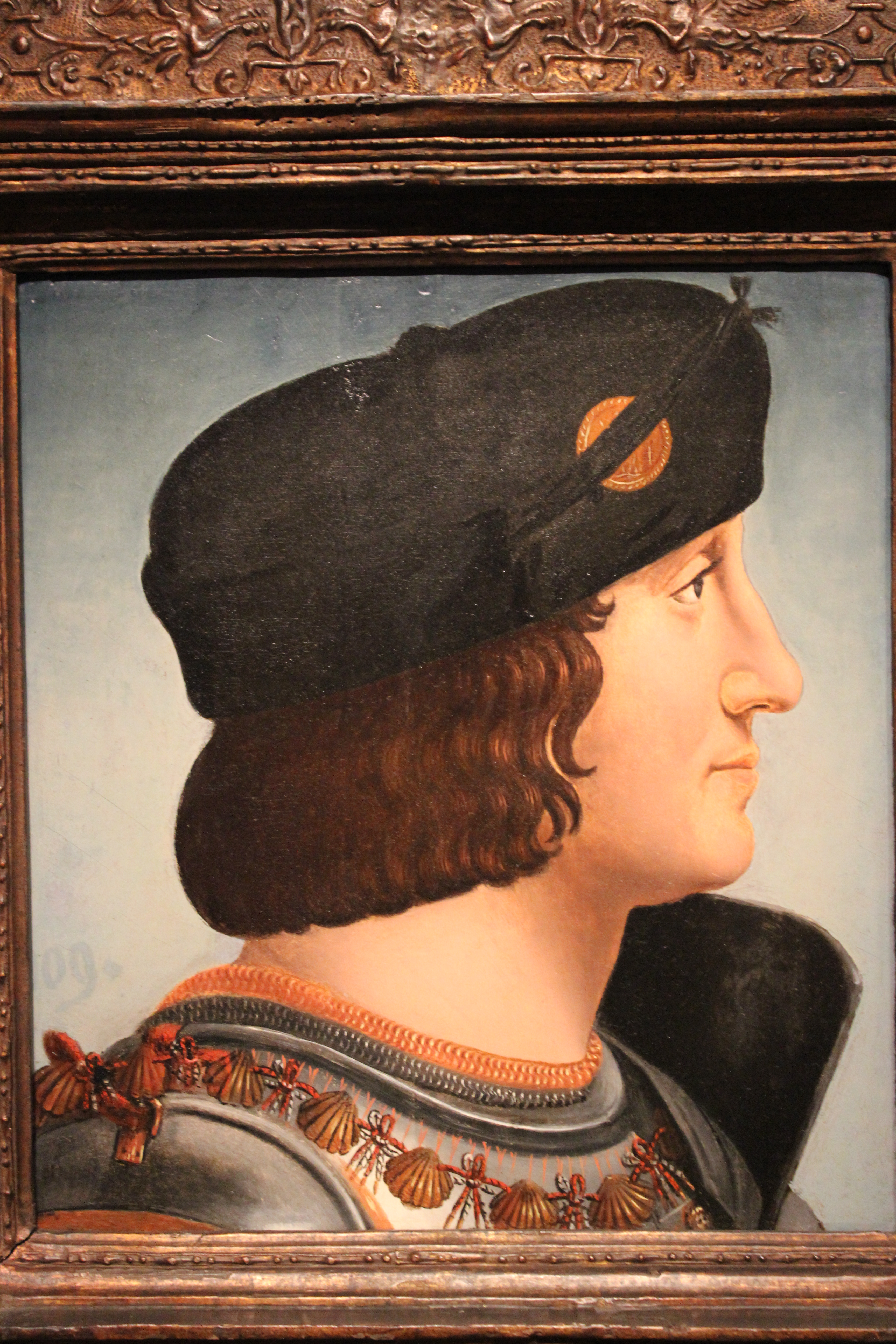
Charles II d'Amboise, vers 1505, Seattle Art Museum
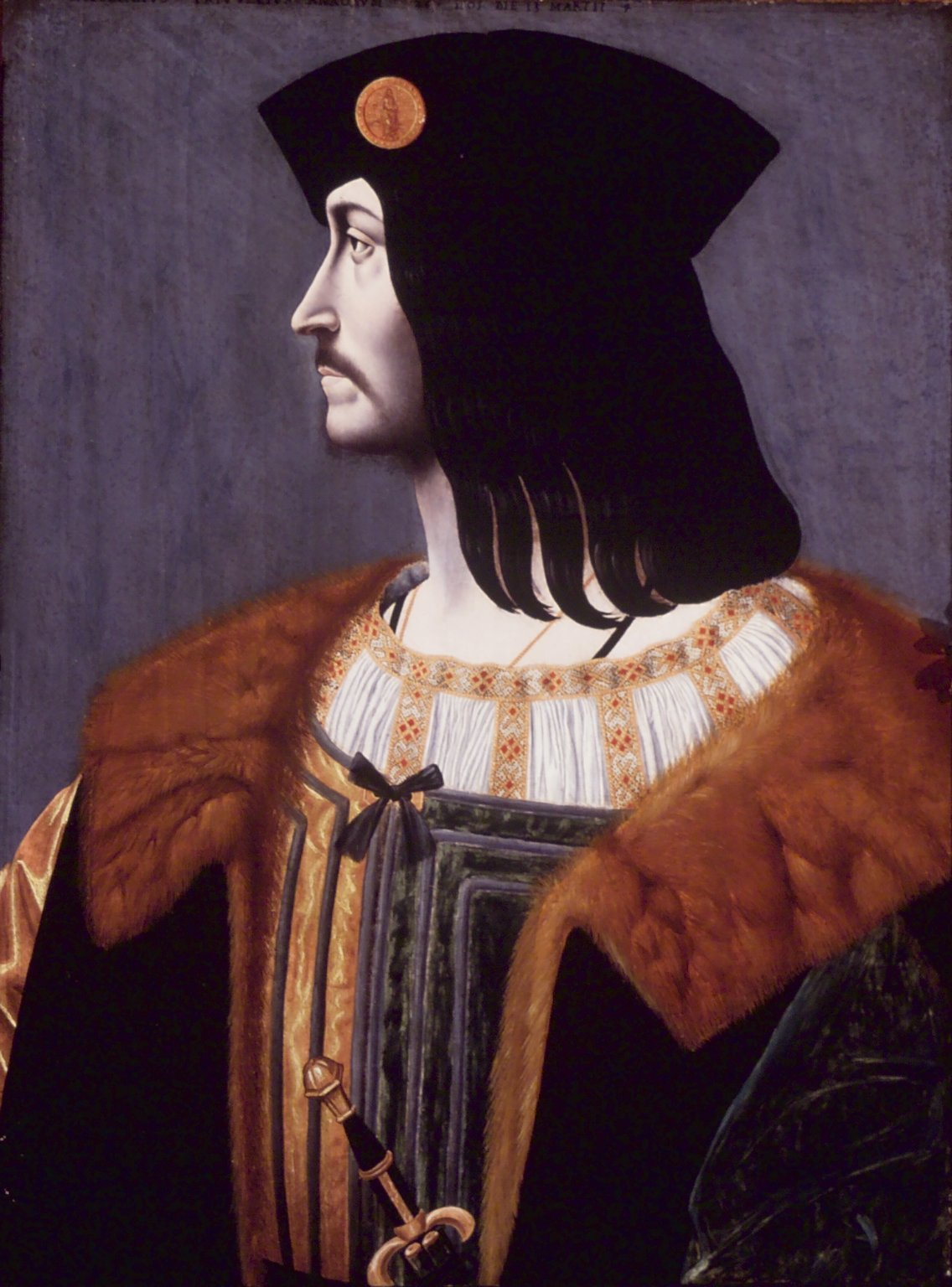
Catellano Trivulzio, 1505, Brooklyn Museum

### Article lié
- leonardeschi